# 喜納昌吉
喜納 昌吉（きな しょうきち、1948年〈昭和23年〉6月10日 - ）は、沖縄出身の日本人音楽家、平和活動家、政治家である。米軍占領下の中頭郡越來村（現・沖縄県沖縄市）生まれ。琉球民謡を現代風にアレンジしたウチナー・ポップを確立した。バンド・喜納昌吉&チャンプルーズを率い、ヴォーカル、ギター、三線、作詞作曲を主に担当する。参議院議員（1期）、元民主党沖縄県総支部連合会代表。

## 経歴
父は琉球民謡の第一人者喜納昌永。11人兄弟の四男。
琉球民謡を元にした独特のメロディとウチナーグチ（沖縄方言）が特徴的なポップスを歌ってきた。実妹らと共に結成したバンド「喜納昌吉&チャンプルーズ」の音楽は、りんけんバンド・ネーネーズ等のものと共に「ウチナー・ポップ」とも呼ばれる。
平和活動に携わり、「すべての人の心に花を（「花」の副題でもある）、すべての武器を楽器に、すべての基地を花園に、戦争より祭りを」というメッセージを発信し続けている。2002年3月13日には、このメッセージをテーマとするNGOピースメーカーズ・ネットワーク（PMN：Peace Makers Network）設立。2007年NPO法人登録。
スピリチュアルな世界でも存在感があり、アメリカに進出したインド人グルのバグワン・シュリ・ラジニーシ（和尚、Osho）と交流を持ち、彼の講話の邦訳『禅宣言』にまえがきを寄稿した。「14世ダライ・ラマ法王と中国政府首脳との直接対話を求める声明文」に賛同者として名を連ねている。また、フランス生まれのUFO信仰の新宗教ラエリアン・ムーブメントの教祖クロード・ボリロン（ラエル）が沖縄に移住しているが、評論家の篠原章は、喜納を慕っての移住としている。

## 政治家として
2003年3月米英によるイラク攻撃が間近に迫るなか、喜納はイラク攻撃を回避するため「“祭り”によって魂を解放し、歌や踊りといった文化のエネルギーを爆発させる事が出来たなら、破壊から創造へと軌道修正できるかもしれない」と『戦争よりも祭りを!』のスローガンを掲げ祭を起こそうとイラクへ向かう。バグダードでエイサーを踊りながらピースパレード、コンサートなどを行い、世界のNGOによる記者会見ではその中心に座って「地球はブッシュやブレアやフセインなど政治家たちだけのものではない。戦争よりも祭りを!」と世界に向かってメッセージを発した。
2004年、米英が国連の決議なしでイラク攻撃に踏み切り日本政府はこれを追認したとし、「もう政治家たちに政治を任せておくことは出来ない」と、参議院比例区に民主党から出馬し当選。
民主党内においてそれぞれ距離のあった小沢・鳩山・菅の3名の間の橋渡しを買って出、民主党を政権奪取に導いたトロイカ体制が構築される上で重要な役割を果たしたと言われる。
また、民主党の与党時代には沖縄県連代表として下記の政策を実現させている。
- 沖縄県への一括交付金制度を発案し、仲井真知事と政府双方に提案。実現の中心的役割を果たした[10]。
- 国が運営主体となっている首里城は県民のアイデンティティーのよりどころであるとして返還を要請、これをうけて政府は2018年までに沖縄県に返還することを決定した[10]。
- 大学院大学は予算の大幅削減対象となっていたが、県財政を圧迫しない十分な長期予算をつけての設立を実現させた[10]。
- 交友関係があったインドのジョージ・フェルナンデス国防大臣を通じて、沖縄こどもの国にインド象のペアを送って欲しいと要請し実現した[10]。

2014年11月の沖縄県知事選挙では米軍普天間基地の辺野古移設問題が争点となった。出馬を表明していた翁長雄志那覇市長が辺野古移設反対を唱えながら、仲井眞弘多知事が与えた辺野古埋め立て承認の取消し・撤回を公約しないことは欺瞞であるとして、自身の出馬を表明する。同時に翁長陣営に対し、承認の取消し・撤回を公約とするならば出馬を取りやめると申し出たが、翁長陣営はこれを拒否し公約を変えることはなかったため、出馬を断行した。
喜納の意向に対して、辺野古移設を容認する民主党本部は立候補取りやめ、もしくは離党を求めた。これに対し、喜納は10月10日に沖縄県連代表を辞任したが、党本部の求める立候補中止と離党については拒否。党本部はこれを「重大な反党行為」に当たるとして同月14日、常任委員会において喜納の除籍処分を決定した。投開票の結果、得票数最下位で落選。

### そのほかの政策
- 沖縄の離島へのベーシックインカムの導入を提唱
- 国境、国境主義からの独立。沖縄がそのモデル地区となること。
- 国連アジア太平洋本部の誘致
- 尖閣諸島を沖縄県有化し将来的には国際共同開発・管理を目指す。
- 唯一原発行政のない沖縄にR-水素（再生可能水素）など最新エネルギー技術の粋を結集し先端エネルギー社会のモデルを実現する、スマートアイランドOKINAWAを提唱。
- 辺野古埋め立て承認の取り消し・撤回
- 選択的夫婦別姓制度の導入に賛成[12]。
- 琉球独立活動家のロバート・カジワラの映画、短編映画 「占領下の沖縄」への出演[13][14]。

## 代表曲
- 「ハイサイおじさん」：中学時代に作曲したデビュー曲。「こんにちは、おじさん」の意味。ビートたけしがお気に入りの曲として出演した番組内で紹介し、自身もカラオケで唄うことがあると公言している。
- 「花〜すべての人の心に花を〜」（作詞・作曲：喜納昌吉、編曲：チト河内・久保田麻琴・ライ・クーダー）：世界60カ国で3000万枚以上を売上。2006年、文化庁により日本の歌百選に選定されている。喜納によると、音楽著作権を保護する制度が未発達な国でのヒットが多いので、印税収入は少ないのだという。
- 「少女の涙に虹がかかるまで」（作詞：喜納昌吉、作曲：ティルル・マレラン）：沖縄米兵少女暴行事件（1995年9月4日発生）の被害者女児が自身の遠縁だったことから、事件から1年となる1996年9月4日、被害女児に捧げる詩として作り、『西日本新聞』沖縄取材班に託した[15]。2009年1月には『誰も知らない泣ける歌』（日本テレビ系列）でこの曲が紹介され、ビートたけしが同番組中でこの曲を「泣ける」と絶賛した[16]。

### NHK紅白歌合戦出場歴
| 年度/放送回              | 回 | 曲目                       | 出演順 | 対戦相手   | 備考                                  |
| ------------------------ | -- | -------------------------- | ------ | ---------- | ------------------------------------- |
| 1991年（平成3年）/第42回 | 初 | 花〜すべての人の心に花を〜 | 15/28  | 松原のぶえ | 喜納昌吉（&チャンプルーズ）として出場 |

注意点
- 出演順は「出演順/出場者数」で表す。

## ディスコグラフィー

### シングル
1. ハイサイおじさん／馬車小引ちゃ（マルフクレコード、1972年）
2. ハイサイおじさん／レッドおじさん（フィリップス・レコード、FW-2007、1977年12月）-　赤塚不二夫画のジャケ種あり
3. 東京讃美歌／島小ソング（フィリップス、1978年8月）- 「島小ソング」はスタジオ録音によるアルバムとは別バージョン
4. 花〜すべての人の心に花を〜／ヤンバル（タイム、1980年6月）
5. ジンジン／花のカジマヤー（タイム、1980年9月）

### アルバム

#### オリジナル・アルバム
1. 喜納昌吉&チャンプルーズ　（1977年11月15日、フィリップス・レコード）
1994年版には「東京讃美歌」、B面の「島小ソング」のシングルバージョンを追加収録。
2. BLOOD LINE（1980年6月21日、ポリドール・レコード）
3. 祭（1982年8月21日、バップ）
4. THE CELEBRATIONS LIVE（1983年2月4日、バップ）
5. ニライカナイPARADISE（1990年8月8日、東芝EMI）
6. Earth Spirit （1991年9月20日、東芝EMI）
7. チャンプルーズルネッサンス （1992年3月25日、東芝EMI）
8. IN LOVE （1992年9月30日、東芝EMI）
9. RAINBOW MOVEMENT （1993年12月4日、日本フォノグラム）
10. 火神 （1994年12月5日、日本フォノグラム）
11. CHAMPLOO  （1995年7月26日、マーキュリー・レコード）
12. すべての武器を楽器に（1997年10月1日、日本コロムビア）
13. 赤犬子（1998年7月18日、日本コロムビア）
14. 忘てぃや ういびらん 忘てぃや ないびらん（2004年5月20日、ムー・パラダイス・レコード）
15. Nirai Pana（2012年6月23日、ムー・パラダイス・レコード）

#### 海外版・アルバム
- INTRODUCTION（1992年8月、SKY RANCH）
- PEPPERMINT TEA HOUSE（1994年6月、ルアカバップ）

## 著書
- 『未来へのノスタルジア : 喜納昌吉対談集』ブロンズ社、1980年2月28日。
- 『泣きなさい笑いなさい―ウパニシャッドの詩』 リヨン社、1988年8月。ISBN 4576880896
- 『すべての武器を楽器に』冒険社、1997年5月。ISBN 4938913135 - JLNSブロンズ賞受賞
- 『喜納昌吉 1948〜2000 流れるままに』 エイト社、2000年。
- 『すべての人の心に花を』双葉社、2001年4月。ISBN 4575292079
- 『反戦平和の手帖―あなたしかできない新しいこと』集英社新書、2006年3月。ISBN 978-4087203349 - C・ダグラス・ラミスとの共著
- 『沖縄の自己決定権』未來社、2010年5月31日。ISBN 978-4624-30114-9 C0031